# Ојл Троф (Арканзас)
Ојл Троф (енгл. Oil Trough) град је у америчкој савезној држави Арканзас.

## Демографија
По попису из 2010. године број становника је 260, што је 42 (19,3%) становника више него 2000. године.
| Група             | 2000.       | 2010.       |
| Белци             | 204 (93,6%) | 253 (97,3%) |
| Афроамериканци    | 7 (3,2%)    | 0 (0,0%)    |
| Азијати           | 0 (0,0%)    | 0 (0,0%)    |
| Хиспаноамериканци | 0 (0,0%)    | 2 (0,8%)    |
| Укупно            | 218         | 260         |